# Bojničky
Bojničky este o comună slovacă, aflată în districtul Hlohovec din regiunea Trnava. Localitatea se află la altitudinea de 193 m deasupra n.m., se întinde pe o suprafață de 9,268 km2 și în 2017 număra 1.421 de locuitori.

## Istoric
Localitatea Bojničky este atestată documentar din 1113.

## Demografie
| An:                | 1994 | 2004   | 2014   | 2024   |
| ------------------ | ---- | ------ | ------ | ------ |
| Număr de persoane: | 1202 | 1291   | 1369   | 1421   |
| Diferență:         |      | +7,40% | +6,04% | +3,79% |

| An:                | 2023 | 2024   |
| ------------------ | ---- | ------ |
| Număr de persoane: | 1431 | 1421   |
| Diferență:         |      | −0,69% |